# Juventude do Norte
Juventude do Norte is een Kaapverdische voetbalclub. De club speelt in het voetbalkampioenschap van Boa Vista (eilanddivisie), waarvan de kampioen deelneemt aan het Kaapverdisch voetbalkampioenschap, de eindronde om de landstitel.
11 Estrelas · Académica Operária · África Show · Desportivo · Juventude do Norte · Sal Rei · Sanjoanense · Sporting